# Thysanopoda astylata
Thysanopoda astylata is een krillsoort uit de familie van de Euphausiidae. De wetenschappelijke naam van de soort is voor het eerst geldig gepubliceerd in 1975 door Brinton.